# 白い週末
「白い週末」（しろいしゅうまつ）は、日本の歌手アン・ルイスのデビューシングル。1971年2月25日に発売された。規格品番はSV-2130。

## 概要
アン・ルイスは作詞家のなかにし礼に歌の才能を認められ、1970年に14才でビクター音楽産業と契約し、翌1971年2月に本作で歌手デビューを果たした。表題曲「白い週末」は、1972年札幌オリンピック開催前にスポンサーが数社集まって実施されたキャンペーン ″白い週末″ の一環として制作されたイメージソングであり、同プレオリンピックのテーマソングとして使用された。なお、2番の前半の歌詞は英語で歌われている。
B面曲「白い街サッポロ」は、タイトル通り札幌が舞台の曲となっており、ジャケットの右下には SAPPORO'72 と記載されている。
2009年9月16日にはMEG-CDで復刻された（品番:VIMEG-10621）。

## 収録曲
2曲共に、作詩：なかにし礼／作編曲：川口真／演奏：ビクター・オーケストラ
1. 白い週末（2分44秒）
2. 白い街サッポロ（3分24秒）

## 参考資料
- オリコン『SINGLE CHART-BOOK COMPLETE EDITION 1968-2005』オリコン・マーケティング・プロモーション、2006年4月。ISBN 9784871310765。